# مارغريت هاو
مارغريت هاو هي عداءة سريعة كندية، ولدت في 11 مايو 1958 في فانكوفر في كندا.

## وصلات خارجية
- مارغريت هاو على موقع الاتحاد الدولي لألعاب القوى (الإنجليزية)
- مارغريت هاو على موقع أوليمبيديا (الإنجليزية)
- مارغريت هاو على موقع اللجنة الأولمبية الكندية (الإنجليزية)